# Draconarius gyriniformis
Draconarius gyriniformis is een spinnensoort in de taxonomische indeling van de nachtkaardespinnen (Amaurobiidae).
Het dier behoort tot het geslacht Draconarius. De wetenschappelijke naam van de soort werd voor het eerst geldig gepubliceerd in 1991 door Jia-Fu Wang & Zhu.